# Gubernia da Pequena Rússia (1796–1802)

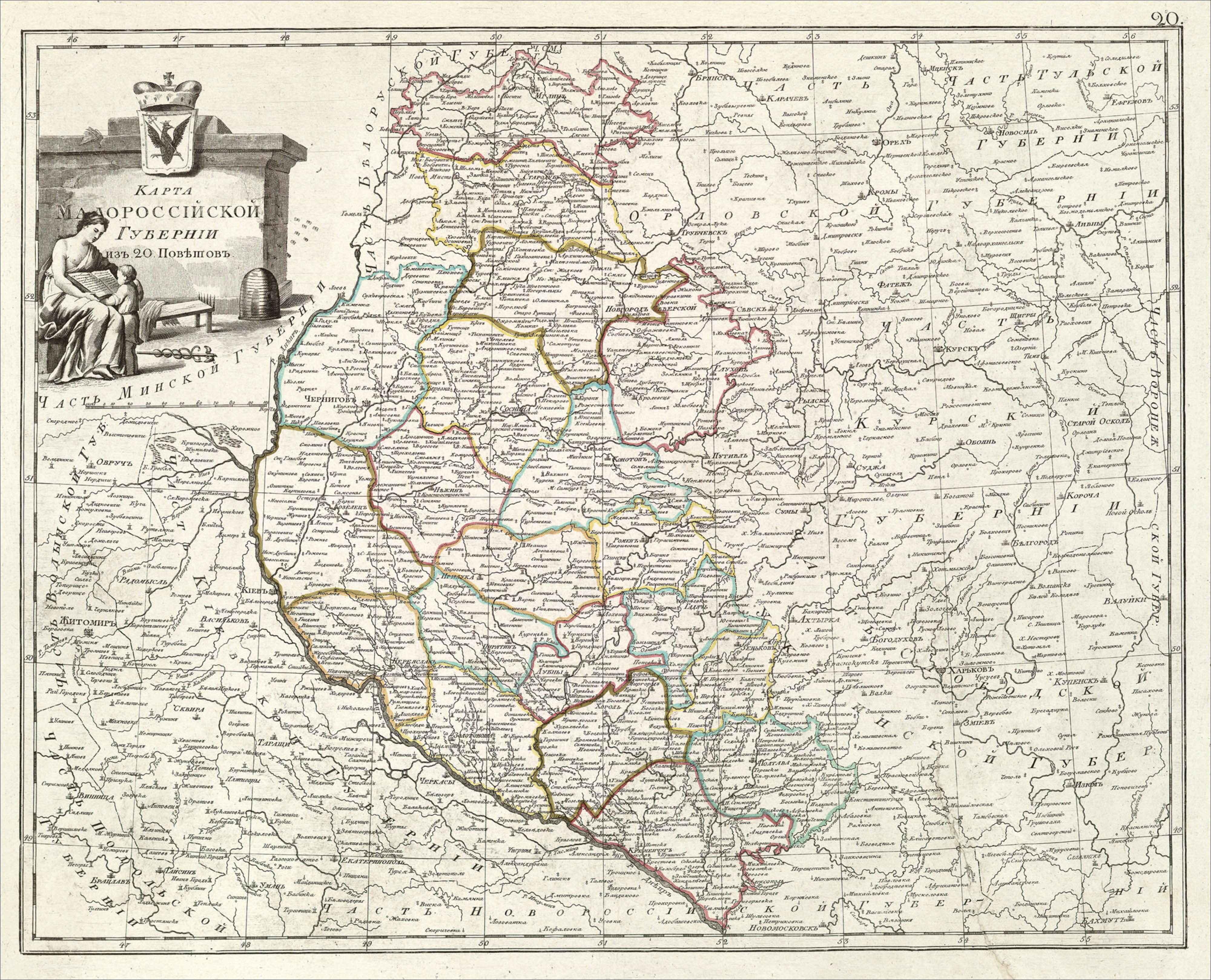
Pequena Rússia - Atlas do Império Russo (1800)

Gubernia da Pequena Rússia (em russo:  Малороссiйская Губернiя) ou Governo de Malorossia era uma unidade administrativa-territorial (gubernia) do Império Russo que englobava a maior parte do nordeste da moderna Ucrânia (uma das definições históricas de Pequena Rússia, daí o nome), e as regiões adjacentes na Rússia.
O gubernia foi formada em 1796 sob as reformas administrativas de Paulo I, que aboliu o sistema Namestnichestvo (vice-reinos), que por sua vez substituiu a administração regimental do Hetmanato em 1781. Isso colocou o Vice-Reino de Quieve (excluindo a própria cidade de Quieve), Vice-Reino de Novgorod-Severski e Vice-Reino de Chernigov sob a nova unidade. O centro administrativo era a cidade de Chernigov (atual Chernihiv).
No entanto, a extensa área que a nova unidade cobria era grande demais para uma administração eficaz e, em fevereiro de 1802, o gubernia foi dividido em Gubernia de Chernigov  e Gubernia de Poltava.

## Subdivisões
Em 1796, o Gubernia da Pequena Rússia foi novamente formado a partir dos três vice-reinos, em que a Pequena Rússia havia então sido subdividida, e o antigo Regimento de Poltava e a cidade de Kremenchug foram anexados, com as cidades e aldeias do antigo Regimento de Mirgorod, que faziam parte do Gubernia de Yekaterinoslav, mas a cidade de Quieve foi separada, "com uma circunscrição, de acordo com sua posição do outro lado do rio Dnieper". Chernihiv foi nomeada cidade capital.
O Gubernia foi dividida em 20 uezdes: Chernigov, Kozeletski, Pereiaslavski,Piriatinski, Zolotonoshski, Khorolski, Kremenchugski, Poltava, Zinkovski, Gadiatski, Lubenski, Romenski, Prilutski, Nezhinski, Sosnitski, Konotopski, Glukhovski, Novgorod-Severski, Starodubski, Mglinski.
A formação do Gubernia da Pequena Rússia estava em conexão com a restauração sob Paulo I na Pequena Rússia das assembleias gerais, Zemstvo e Podkomorskie. Em 1802, dois gubernias foram formados a partir do Gubernia da Pequena Rússia - Chernigov e Poltava. A partir desses gubernias, foi estabelecido o Governo-Geral da Pequena Rússia, ao qual o Gubernia de Carcóvia foi anexado em 1835.